# مايكروسوفت هيلثفولت
مايكروسوفت هيلث فولت (بالإنجليزية: Microsoft HealthVault)‏ عبارة عن سجل صحي شخصي مستند إلى الويب تم إنشاؤه بواسطة مايكروسوفت، في أكتوبر 2007، لتخزين معلومات الصحة واللياقة والحفاظ عليها، كان هذا الموقع للاستخدام من قبل كل من الأفراد والمتخصصين في الرعاية الصحية، وفي يونيو 2010، قام بتوسيع خدماته خارج الولايات المتحدة لتشمل المملكة المتحدة.

## تاريخ
في 5 أبريل 2019، أعلنت مايكروسوفت أنه اعتبارًا من 20 نوفمبر 2019، سيتم إغلاق هيلثفولت، وسيتم حذف أي بيانات متبقية في حسابات المستخدمين، كما ستتوقف أي تطبيقات تعتمد على هيلثفولت عن العمل.